# Đỗ Mạnh Đạo
Đỗ Mạnh Đạo (1929–2006), là một sĩ quan cấp cao trong Quân đội nhân dân Việt Nam, hàm Trung tướng, nguyên Phó Chính ủy kiêm Chủ nhiệm Chính trị Binh chủng Thông tin Liên lạc, Chính ủy Sư đoàn 320B, Phó Tư lệnh về Chính trị Quân đoàn 1, Phó Tư lệnh về Chính trị kiêm Bí thư Đảng ủy Quân khu 3. Ông là cha ruột của Trung tướng Đỗ Mạnh Đức, Cục trưởng Cục cán bộ, Tổng cục Chính trị Quân đội nhân dân Việt Nam.

## Thân thế và sự nghiệp
Ông sinh tại thôn Nhân Nhuế, xã Mỹ Thuận,huyện Mỹ Lộc, tỉnh Nam Định trong một gia đình Cách mạng. Lúc còn nhỏ, ông được gia đình cho ăn học tới nơi tới chốn và sớm giác ngộ Cách mạng. 
Tháng 8 năm 1945, ông tham gia Đoàn Thanh niên cứu quốc địa phương và làm công tác bình dân học vụ xã.
Tháng 1 năm 1946 được kết nạp Đảng tại Chi bộ Nhân Nhuế, huyện Mỹ Lộc.
Tháng 8 năm 1946, ông nhập ngũ. 
Từ năm 1962 đến năm 1965, ông được cử đi học chính trị tại Bắc Kinh (Trung Quốc), về nước tiếp tục công tác ở Cục Tổ chức, Tổng cục Chính trị
Tháng 5 năm 1966 đến tháng 3 năm 1968, được cử đi phái viên chiến trường Quân khu 5
Tháng 4 năm 1968, ông là Trưởng phòng Công tác Cơ sở Cục Tổ chức
Tháng 3 năm 1969, là chủ nhiệm chính trị Bộ Tư lệnh Thông tin liên lạc
Tháng 12 năm 1972, là Phó chính ủy kiêm chủ nhiệm chính trị Bộ Tư lệnh Thông tin liên lạc
Tháng 3 năm 1974, là chính ủy Sư đoàn 320b, Quân đoàn 1
Tháng 12 năm 1977, ông là chủ nhiệm chính trị Quân đoàn 1
Tháng 3 năm 1979, phó chính ủy kiêm chủ nhiệm chính trị Quân đoàn 1
Tháng 8 năm 1980 phó tư lệnh về chính trị Quân đoàn 1
Tháng 8 năm 1982 chủ nhiệm chính trị Quân khu 3
Tháng 10 năm 1988 phó tư lệnh chính trị kiêm chủ nhiệm chính trị Quân khu 3
Tháng 10 năm 1989, ông là bí thư Đảng ủy kiêm phó tư lệnh chính trị Quân khu 3
Tháng 6 năm 1991, là đại biểu dự Đại hội Đảng toàn quốc lần thứ VII
Tháng 1-1993 ông được Đảng, Nhà nước, Quân đội cho nghỉ chờ hưu
Năm 2006, ông mất.
Đại úy (1958), Đại tá (2.1977), Thiếu tướng (4.1984), Trung tướng (4.1989).

## Khen thưởng
Huân chương Độc lập hạng Ba
Huân chương Chiến thắng hạng Ba
Huân chương Quân công (hạng Nhì, Ba)
Huân chương Kháng chiến chống Mỹ cứu nước hạng Nhất
Huân chương Chiến sĩ vẻ vang (hạng Nhất, Nhì, Ba)
Huy chương Quân kỳ quyết thắng
Huy hiệu 60 năm tuổi Đảng
Huy hiệu Hồ Chí Minh